# Climbach
Climbach (Klimbach en alsacien et allemand) est une commune française située dans la circonscription administrative du Bas-Rhin et, depuis le 1er janvier 2021, dans le territoire de la Collectivité européenne d'Alsace, en région Grand Est.
Cette commune se trouve dans la région historique et culturelle d'Alsace et fait partie du parc naturel régional des Vosges du Nord.

## Géographie

### Localisation
Climbach est située près de Wissembourg, dans les Vosges du Nord, au cœur du massif du Hochwald, dans les Vosges du Nord, à une altitude de 355 mètres.

### Géologie et relief
La commune se compose de 35,91 hectares de territoires artificialisés (5,03 %), 149,84 hectares de territoires agricoles (20,99 %) et 527,84 hectares de forêts et milieux semi-naturels (73,93 %).
Espaces naturels :
- Trois espaces protégés hors Natura 2000 Vosges du Nord :

Réserve de Biosphère, zone tampon,
Réserve de Biosphère, zone de transition,
Parc naturel régional.
- Un espace protégé Natura 2000 :

La Sauer et ses affluents.
- Deux zones naturelles d'intérêt écologique, faunistique et floristique (Znieff) :

Vallées de la Sauer et de ses affluents,
Col de Litschof et bordures de chemins forestiers à Climbach et Wingen.
Climbach est une bourgade montagnarde et pittoresque, ceinturée d'une belle forêt de 520 hectares. De Soultz-sous-Forêts, on y accède par le col du Pfaffenschlick. Climbach occupe 715 ha dont 277 sont propriété de la commune elle-même. Installé dans une clairière de défrichement à l'ouest du col du Pigeonnier, le village est entouré de toutes parts par la forêt qui couvre pas moins de 70 % de la surface de son ban.

### Sismicité
Commune située dans une zone de sismicité 3 modérée.

### Hydrographie et les eaux souterraines
Hydrogéologie et climatologie : Système d’information pour la gestion de l’Aquifère rhénan, par le BRGM :
Territoire communal : Occupation du sol (Corinne Land Cover); Cours d'eau (BD Carthage),
Géologie : Carte géologique; Coupes géologiques et techniques,
 Hydrogéologie : Masses d'eau souterraine; BD Lisa; Cartes piézométriques.
La commune est dans le bassin versant du Rhin au sein du bassin Rhin-Meuse. Elle est drainée par le ruisseau le Schmelzbach et le ruisseau le Klein Lauterbach,.

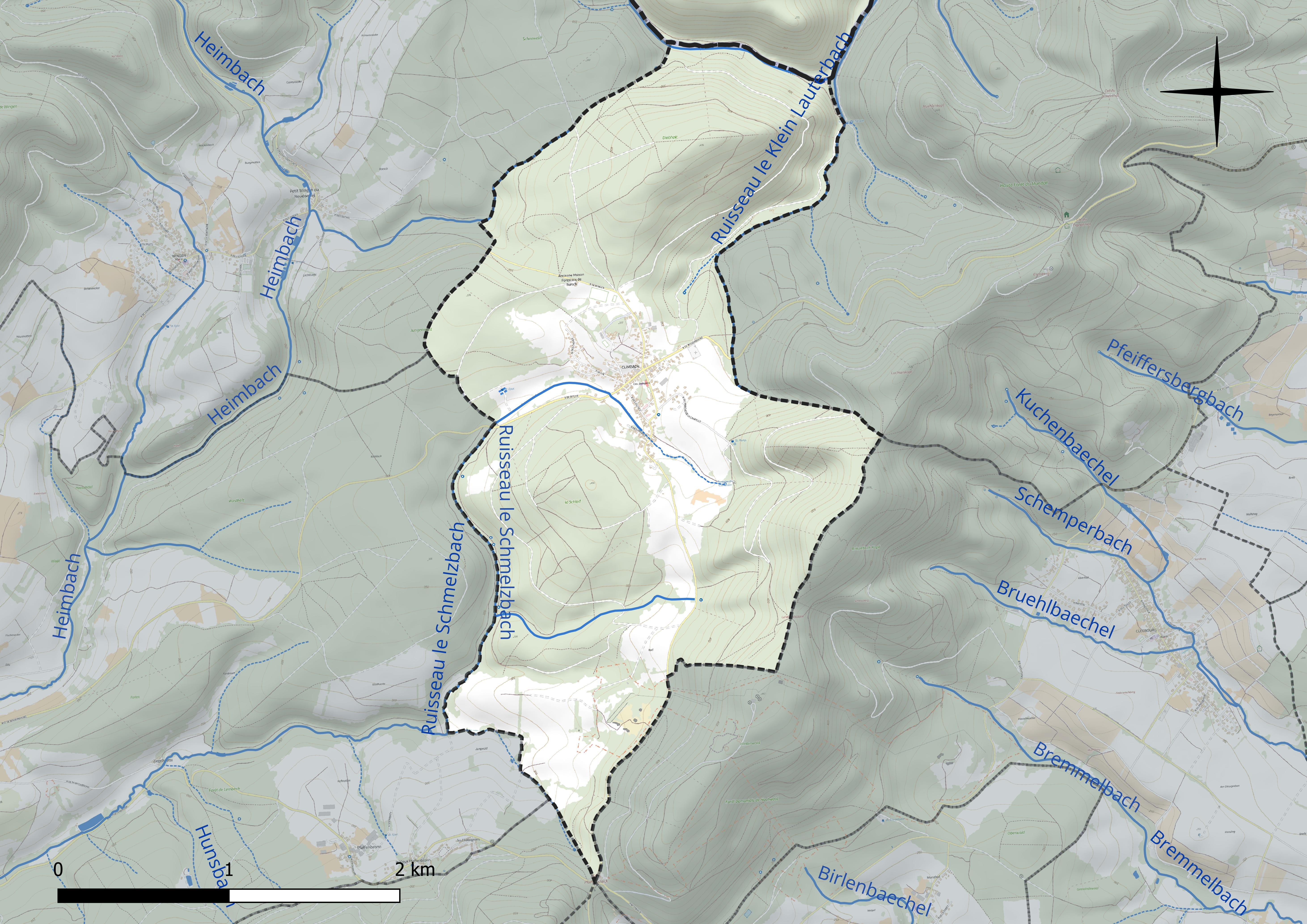
,Réseau hydrographique de Climbach.

### Climat
Pour des articles plus généraux, voir Climat du Grand Est et Climat du Bas-Rhin.
En 2010, le climat de la commune est de type climat des marges montargnardes, selon une étude du Centre national de la recherche scientifique s'appuyant sur une série de données couvrant la période 1971-2000. En 2020, Météo-France publie une typologie des climats de la France métropolitaine dans laquelle la commune est exposée à un climat semi-continental et est dans la région climatique  Vosges, caractérisée par une pluviométrie très élevée (1 500 à 2 000 mm/an) en toutes saisons et un hiver rude (moins de 1 °C). 
Pour la période 1971-2000, la température annuelle moyenne est de 9,5 °C, avec une amplitude thermique annuelle de 17,6 °C. Le cumul annuel moyen de précipitations est de 887 mm, avec 11,2 jours de précipitations en janvier et 11,6 jours en juillet. Pour la période 1991-2020, la température moyenne annuelle observée sur la station météorologique de Météo-France la plus proche, « Preuschdorf », sur la commune de Preuschdorf à 9 km à vol d'oiseau, est de 11,3 °C et le cumul annuel moyen de précipitations est de 834,2 mm. 
La température maximale relevée sur cette station est de 39,8 °C, atteinte le 4 juillet 2015 ; la température minimale est de −19,9 °C, atteinte le 8 janvier 1985,,. 
Les paramètres climatiques de la commune ont été estimés pour le milieu du siècle (2041-2070) selon différents scénarios d'émission de gaz à effet de serre à partir des nouvelles projections climatiques de référence DRIAS-2020. Ils sont consultables sur un site dédié publié par Météo-France en novembre 2022.

### Communes limitrophes
| Wingen       | Bobenthal ( Allemagne) | Wissembourg |
| Lembach      | Climbach               |             |
| Lampertsloch | Soultz-sous-Forêts     | Cleebourg   |

## Urbanisme

### Typologie
Au 1er janvier 2024, Climbach est catégorisée commune rurale à habitat dispersé, selon la nouvelle grille communale de densité à sept niveaux définie par l'Insee en 2022.
Elle est située hors unité urbaine. Par ailleurs la commune fait partie de l'aire d'attraction de Wissembourg (partie française), dont elle est une commune de la couronne,. Cette aire, qui regroupe 11 communes, est catégorisée dans les aires de moins de 50 000 habitants,.

### Occupation des sols
L'occupation des sols de la commune, telle qu'elle ressort de la base de données européenne d’occupation biophysique des sols Corine Land Cover (CLC), est marquée par l'importance des forêts et milieux semi-naturels (74 % en 2018), en augmentation par rapport à 1990 (71,1 %). La répartition détaillée en 2018 est la suivante : 
forêts (74 %), prairies (11,6 %), zones agricoles hétérogènes (9,4 %), zones urbanisées (5,1 %). L'évolution de l’occupation des sols de la commune et de ses infrastructures peut être observée sur les différentes représentations cartographiques du territoire : la carte de Cassini (XVIIIe siècle), la carte d'état-major (1820-1866) et les cartes ou photos aériennes de l'IGN pour la période actuelle (1950 à aujourd'hui).

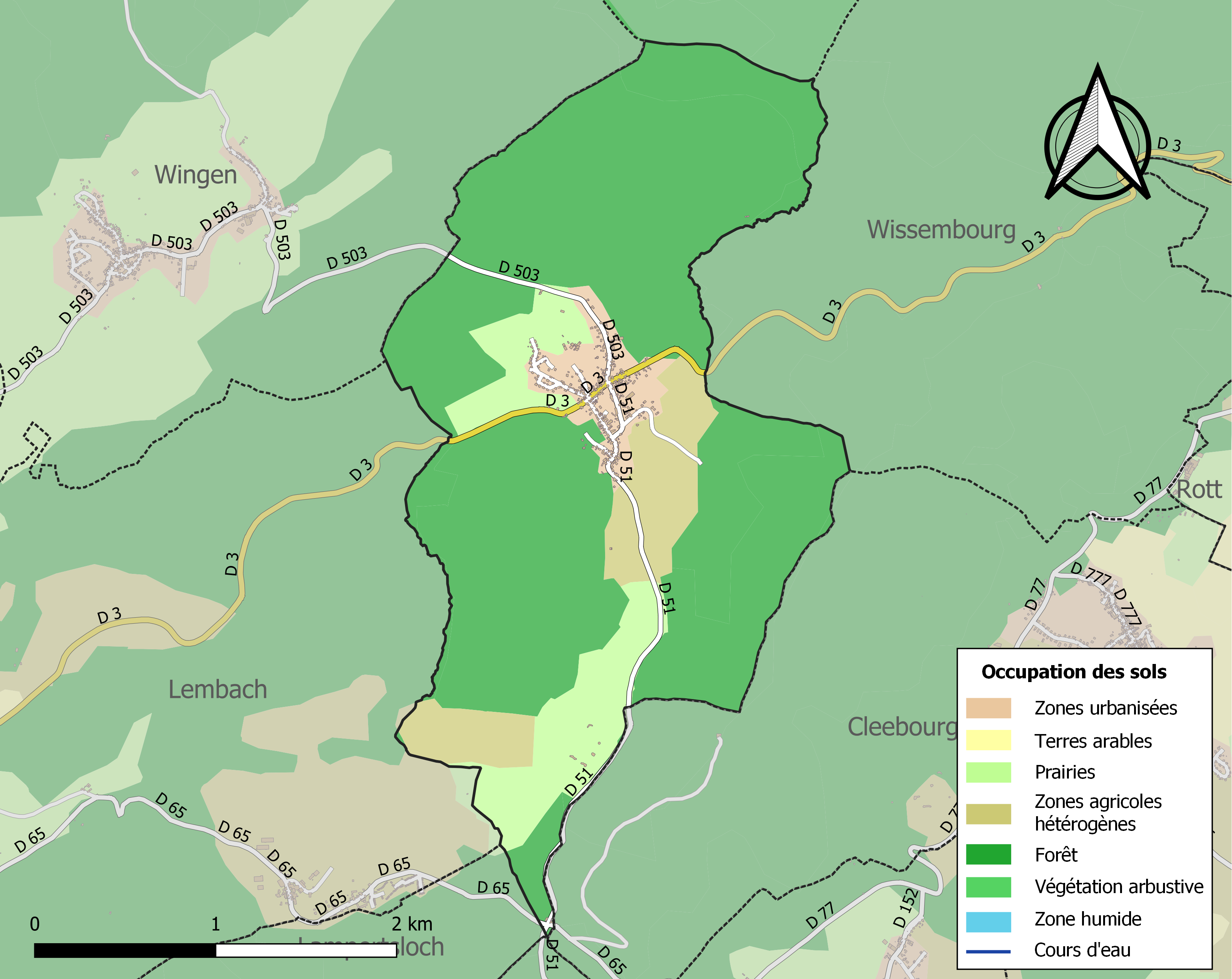
Carte des infrastructures et de l'occupation des sols de la commune en 2018 (CLC).

### Habitat et logement
En 2018, le nombre total de logements dans la commune était de 229, alors qu'il était de 229 en 2013 et de 225 en 2008.
Parmi ces logements, 80,2 % étaient des résidences principales, 4,8 % des résidences secondaires et 15 % des logements vacants. Ces logements étaient pour 83,8 % d'entre eux des maisons individuelles et pour 15,3 % des appartements.
Le tableau ci-dessous présente la typologie des logements à Climbach en 2018 en comparaison avec celle du Bas-Rhin et de la France entière. Une caractéristique marquante du parc de logements est ainsi une proportion de résidences secondaires et logements occasionnels (4,8 %) supérieure à celle du département (3,1 %) mais inférieure à celle de la France entière (9,7 %). Concernant le statut d'occupation de ces logements, 78,7 % des habitants de la commune sont propriétaires de leur logement (81,9 % en 2013), contre 56,3 % pour le Bas-Rhin et 57,5 % pour la France entière.
| Typologie                                               | Climbach | Bas-Rhin | France entière |
| ------------------------------------------------------- | -------- | -------- | -------------- |
| Résidences principales (en %)                           | 80,2     | 89       | 82,1           |
| Résidences secondaires et logements occasionnels (en %) | 4,8      | 3,1      | 9,7            |
| Logements vacants (en %)                                | 15       | 7,8      | 8,2            |

### Voies de communications et transports

#### Voies routières
- D 3 vers Lembach[23].
- D3 > D77 vers Wissembourg.

#### Transports en commun

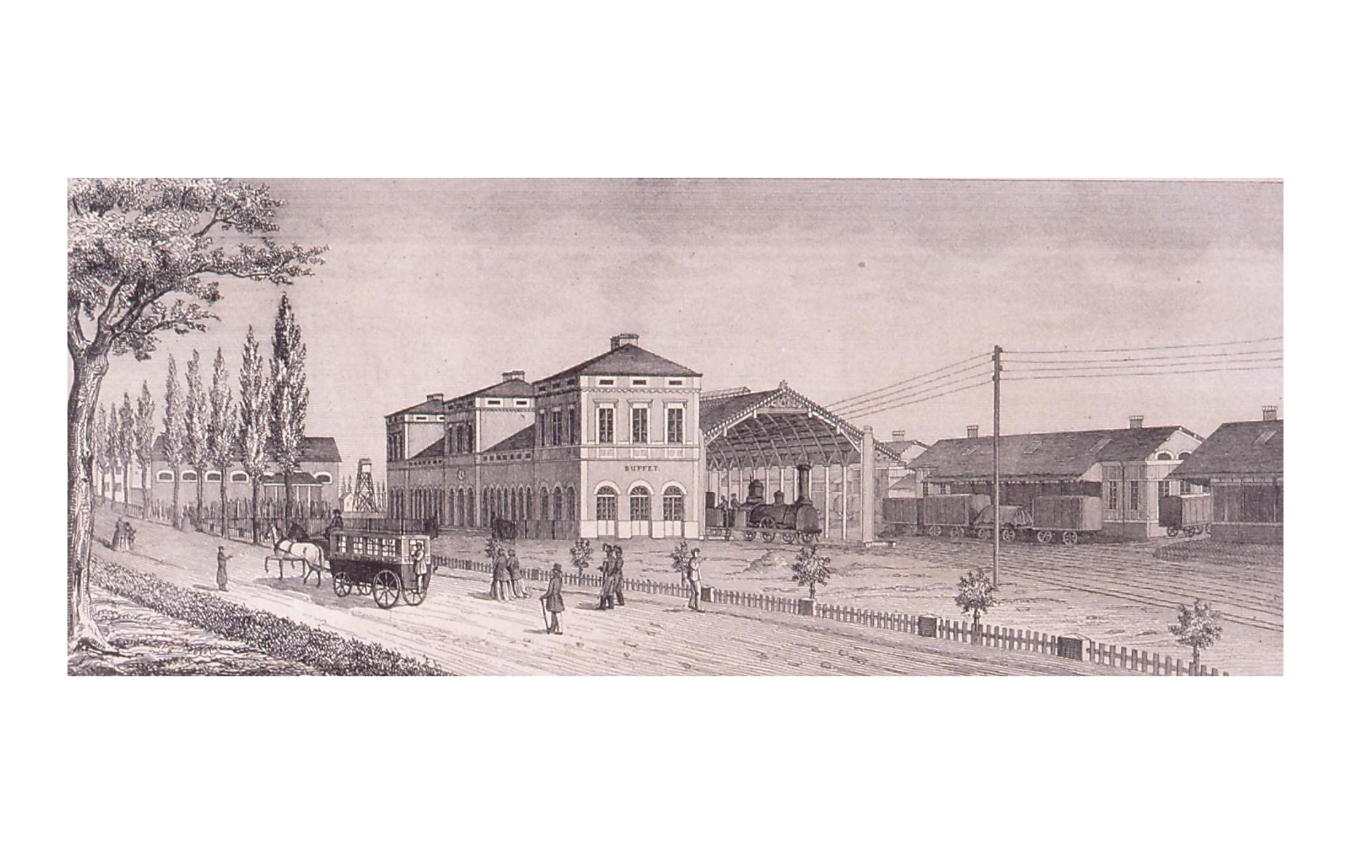
Gare de Wissembourg en 1857.

- Transports en Alsace.
- Fluo Grand Est.

##### SNCF
- Gare de Wissembourg,
- Gare de Riedseltz,
- Gare de Soultz-sous-Forêts,
- Gare de Hunspach,
- Gare de Hoffen.

## Toponymie
Albert Dauzat, qui ne cite pas de forme ancienne, émet l'hypothèse que le premier élément Clim- représente le germanique klein « petit » et le second -bach, le germanique bach « ruisseau », d'où le sens global de « petit ruisseau ».

## Histoire
Le village appartient à la seigneurie des Puller de Hohenburg jusqu'en 1482, puis aux seigneurs de Sickingen jusqu'à la Révolution française.
Situé au cœur d'un massif forestier, le village ne sort de son isolement que grâce à l'aménagement à des fins militaires de la route de Wissembourg à Bitche au XVIIIe siècle contribue certes à sortir le village de son isolement.

## Politique et administration

### Rattachements administratifs et électoraux

#### Rattachements administratifs
La commune se trouvait dans l'arrondissement de Wissembourg du département du Bas-Rhin jusqu'à sa fusion en 2015 au sein de l'Arrondissement de Haguenau-Wissembourg
Elle faisait partie depuis 1793 du canton de Wissembourg. Dans le cadre du redécoupage cantonal de 2014 en France, cette circonscription administrative territoriale a disparu, et le canton n'est plus qu'une circonscription électorale.

#### Rattachements électoraux
Pour les élections départementales, la commune fait partie depuis 2014 d'un  nouveau canton de Wissembourg passé de 13 à 44 communes.
Pour l'élection des députés, elle fait partie de la huitième circonscription du Bas-Rhin.

### Intercommunalité
Climbach est membre de la communauté de communes du Pays de Wissembourg, un établissement public de coopération intercommunale (EPCI) à fiscalité propre créé fin 1994 et auquel la commune a transféré un certain nombre de ses compétences, dans les conditions déterminées par le code général des collectivités territoriales.

### Liste des maires
| Période                                  | Période                      | Identité          | Étiquette              | Qualité |
| ---------------------------------------- | ---------------------------- | ----------------- | ---------------------- | --- |
| Les données manquantes sont à compléter. |                              |                   |                        | |
| 1971                                     | 1989                         | Antoine Rauch     |                        | Né le 5 septembre 1928. Décédé le 16 décembre 2016 |
| 2001                                     | printemps 2009               | Charles Heckel    |                        | Démissionnaire |
| mai 2009                                 | juin 2022                    | Stéphanie Kochert | UMP → LR puis Horizons | Employée Conseillère départementale d'Alsace (canton de Wissembourg) (2015 → ) Vice-présidente de la CC du Pays de Wissembourg ( ? → 2022) Députée du Bas-Rhin (8e circ.) (2022 → ) Démissionnaire à la suite de son élection comme députée, mais ne sera pas réélue à l'issue des élections provoquées par la dissolution de l'Assemblée nationale. |
| octobre 2022                             | En cours (au 3 janvier 2023) | Pierre Gillming   |                        | Ancien cadre |

### Budget et fiscalité 2023

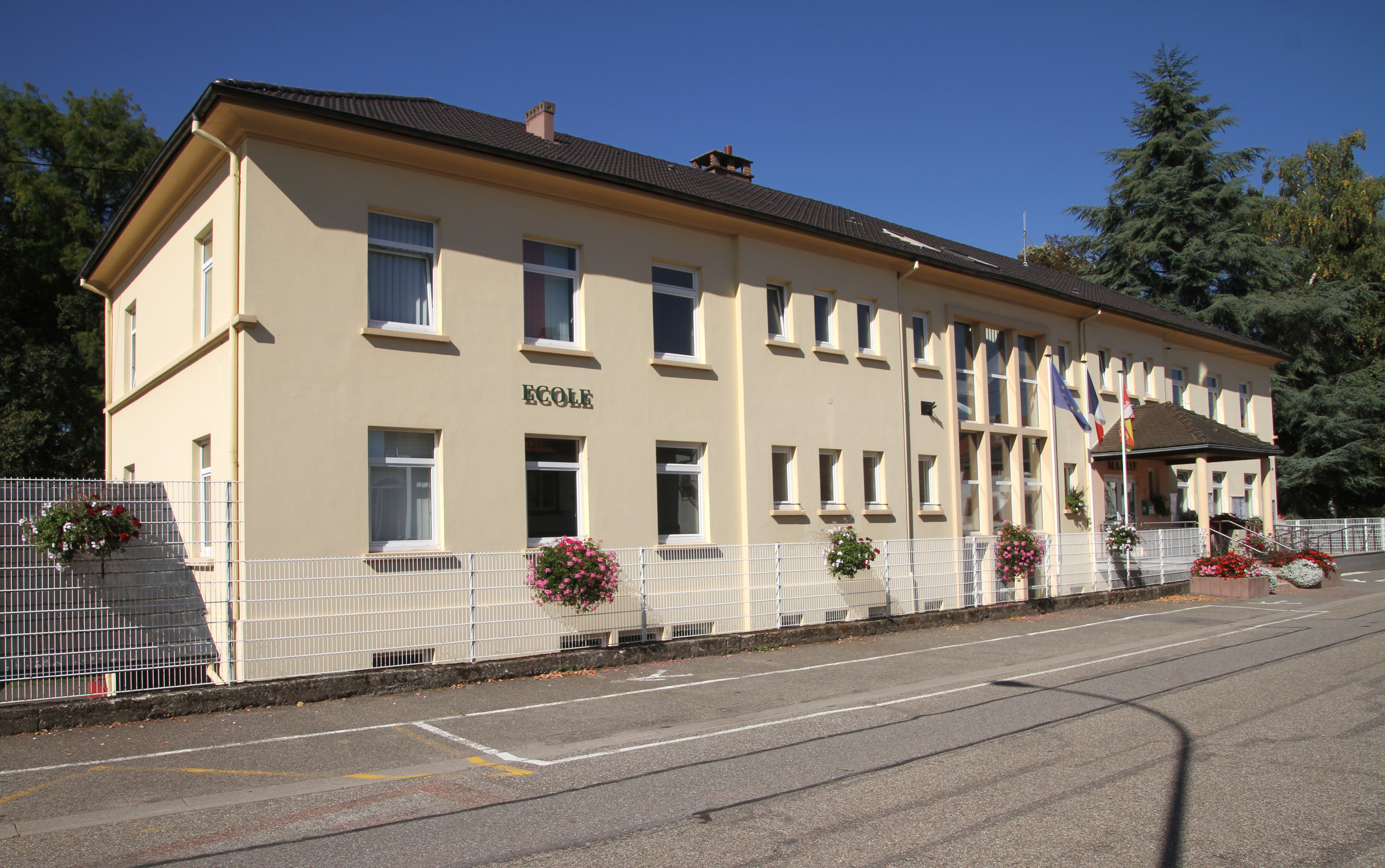
La mairie-école.

En 2023, le budget de la commune était constitué ainsi :
- total des produits de fonctionnement : 699 000 €, soit 1 561 € par habitant ;
- total des charges de fonctionnement : 586 000 €, soit 1 309 € par habitant ;
- total des ressources d'investissement : 204 000 €, soit 455 € par habitant ;
- total des emplois d'investissement : 194 000 €, soit 432 € par habitant ;
- endettement : 467 000 €, soit 1 036 € par habitant.

Avec les taux de fiscalité suivants :
- taxe d'habitation : 31,01 % ;
- taxe foncière sur les propriétés bâties : 42,94 % ;
- taxe foncière sur les propriétés non bâties : 122,89 % ;
- taxe additionnelle à la taxe foncière sur les propriétés non bâties : 45,11 % ;
- cotisation foncière des entreprises : 32,16 %.

Chiffres clés Revenus et pauvreté des ménages en 2021 : médiane en 2021 du revenu disponible, par unité de consommation : 24 010 €.

## Population et société

### Démographie

#### Évolution démographique
L'évolution du nombre d'habitants est connue à travers les recensements de la population effectués dans la commune depuis 1793. Pour les communes de moins de 10 000 habitants, une enquête de recensement portant sur toute la population est réalisée tous les cinq ans, les populations de référence des années intermédiaires étant quant à elles estimées par interpolation ou extrapolation. Pour la commune, le premier recensement exhaustif entrant dans le cadre du nouveau dispositif a été réalisé en 2006.

En 2022, la commune comptait 474 habitants, en évolution de +6,76 % par rapport à 2016 (Bas-Rhin : +3,17 %, France hors Mayotte : +2,11 %).
| 1793 | 1800 | 1806 | 1821 | 1831 | 1836 | 1841 | 1846 | 1851 |
| ---- | ---- | ---- | ---- | ---- | ---- | ---- | ---- | ---- |
| 249  | 323  | 369  | 484  | 507  | 583  | 583  | 561  | 575  |

| 1856 | 1861 | 1866 | 1871 | 1875 | 1880 | 1885 | 1890 | 1895 |
| ---- | ---- | ---- | ---- | ---- | ---- | ---- | ---- | ---- |
| 470  | 481  | 463  | 411  | 424  | 414  | 443  | 449  | 443  |

| 1900 | 1905 | 1910 | 1921 | 1926 | 1931 | 1936 | 1946 | 1954 |
| ---- | ---- | ---- | ---- | ---- | ---- | ---- | ---- | ---- |
| 446  | 468  | 458  | 426  | 417  | 426  | 520  | 463  | 536  |

| 1962 | 1968 | 1975 | 1982 | 1990 | 1999 | 2006 | 2011 | 2016 |
| ---- | ---- | ---- | ---- | ---- | ---- | ---- | ---- | ---- |
| 443  | 458  | 459  | 514  | 480  | 516  | 518  | 507  | 444  |

| 2021 | 2022 | - | - | - | - | - | - | - |
| ---- | ---- | - | - | - | - | - | - | - |
| 459  | 474  | - | - | - | - | - | - | - |

Le village compte 505 habitants, chiffre qui n'a guère varié depuis la période de la Seconde Guerre mondiale.

### Enseignement
Établissements d'enseignements.
- École maternelle et primaire,
- Collèges à Wissembourg, Soultz-sous-Forêts, Wœrth, Walbourg, Niederbronn-les-Bains,
- Lycées à Wissembourg, Walbourg, Haguenau.

### Santé
Professionnels et établissements de santé :
- Médecins à Lembach, Wissembourg, Riedseltz, Merkwiller-Pechelbronn, Soultz-sous-Forêts, Goersdorf,
- Pharmacies à Lembach, Wissembourg, Merkwiller-Pechelbronn, Soultz-sous-Forêts, Woerth, Morsbronn-les-Bains,
- Hôpitaux à Lobsann, Wissembourg, Goersdorf, Niederbronn-les-Bains.

### Cultes
- Culte protestant[45].
- Culte catholique[46].

## Économie

### Entreprises et commerces

#### Agriculture
- Culture de céréales, de légumineuses et de graines oléagineuses.
- Culture de la vigne.
- Élevage d'autres animaux.

#### Tourisme
Climbach est surtout un lieu de résidence puisque plus de 70 % de la population active va travailler à Wissembourg, à Lembach et en Allemagne. Par ailleurs, la situation idyllique du village et l'existence de quelques belles maisons anciennes, datant essentiellement du XVIIIe siècle, favorisent évidemment les activités liées au tourisme et à l'hôtellerie, tant il est vrai que Climbach offre des conditions rêvées pour être lieu de villégiature et de repos.
La commune tire son économie du tourisme.
- Hôtels et hébergement similaire.
- Restauration traditionnelle.

#### Commerces
- Commerces et services de proximité.

## Culture locale et patrimoine

### Lieux et monuments

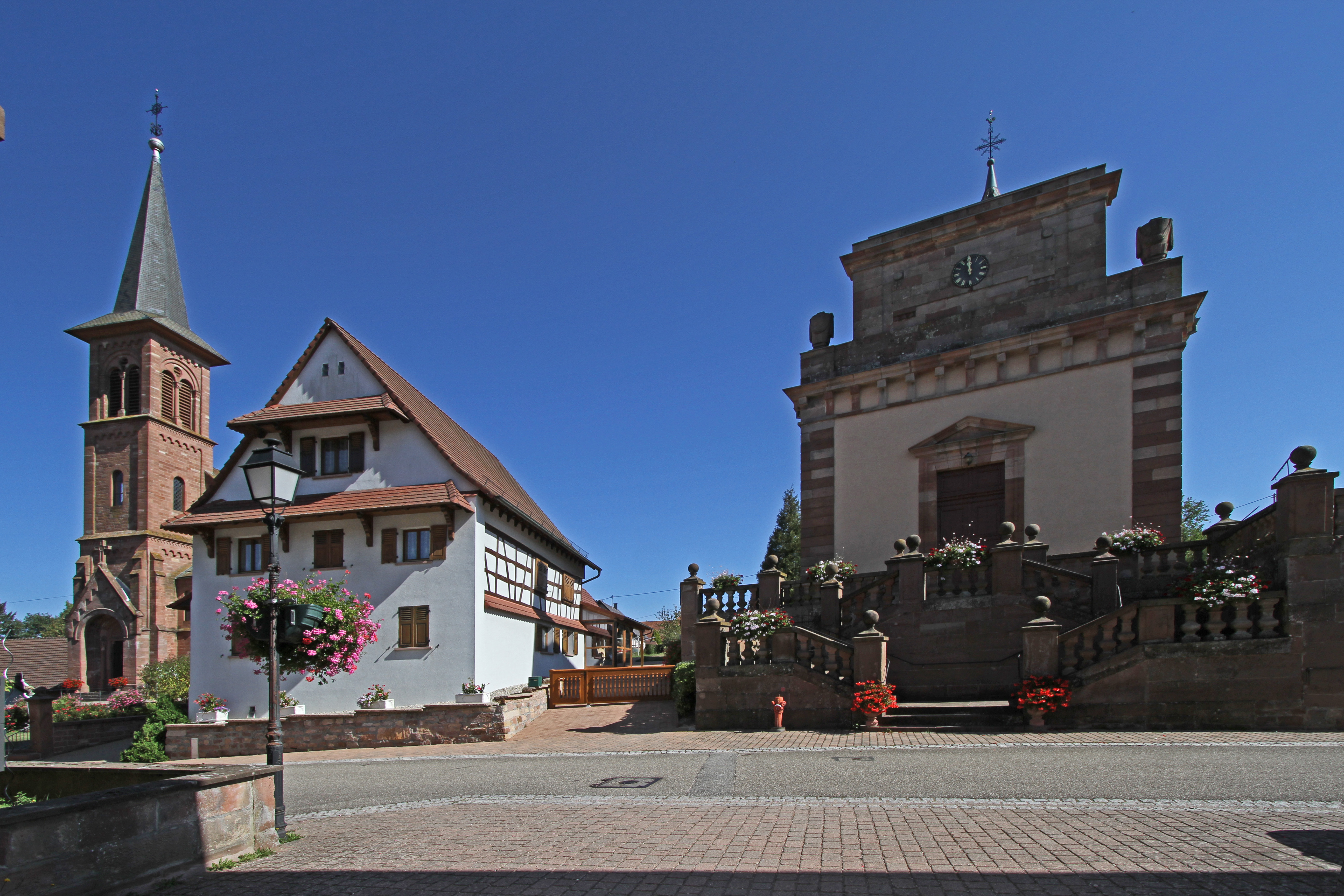
L'église et le temple.
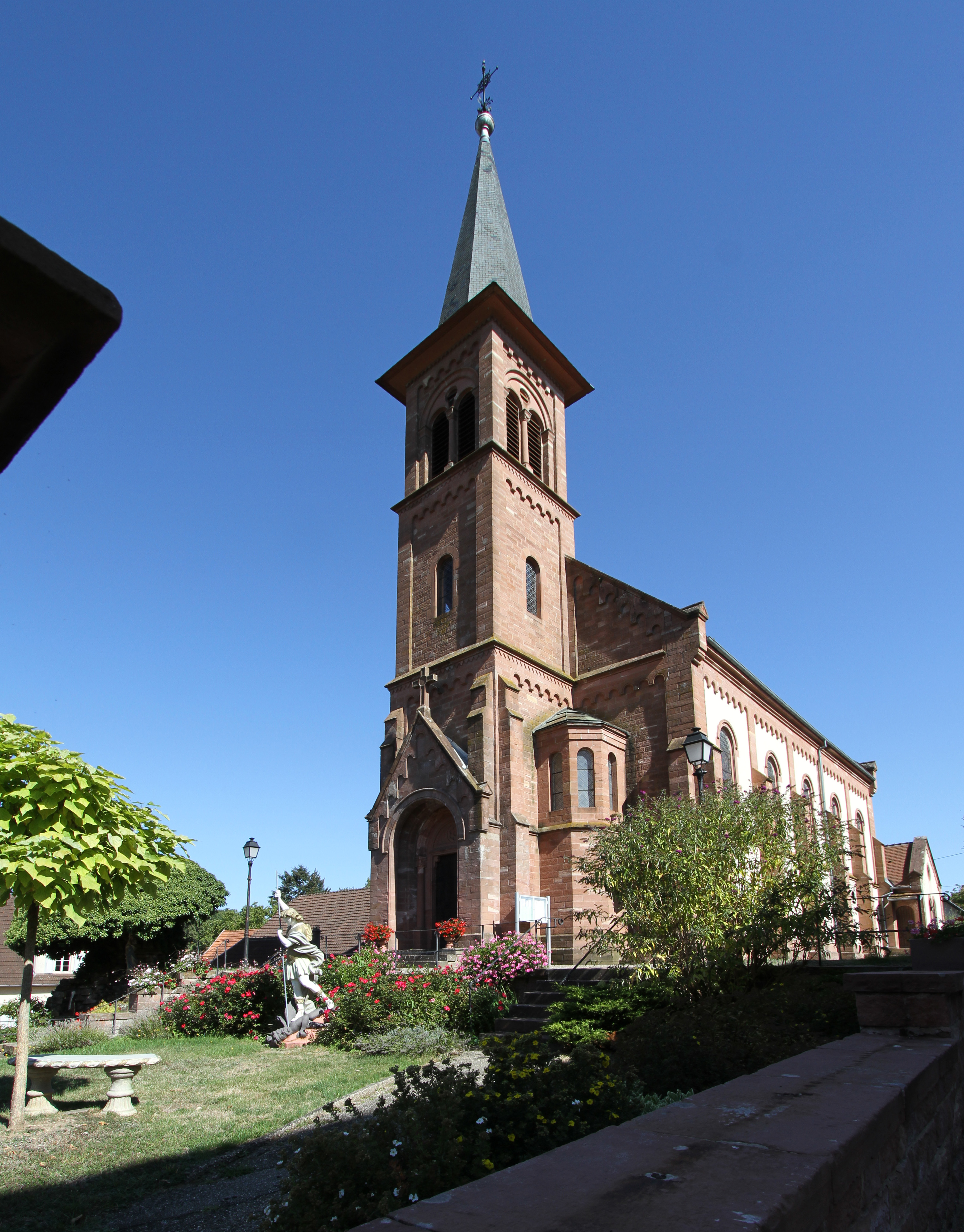
L'église Saints-Philippe-et-Jacques.
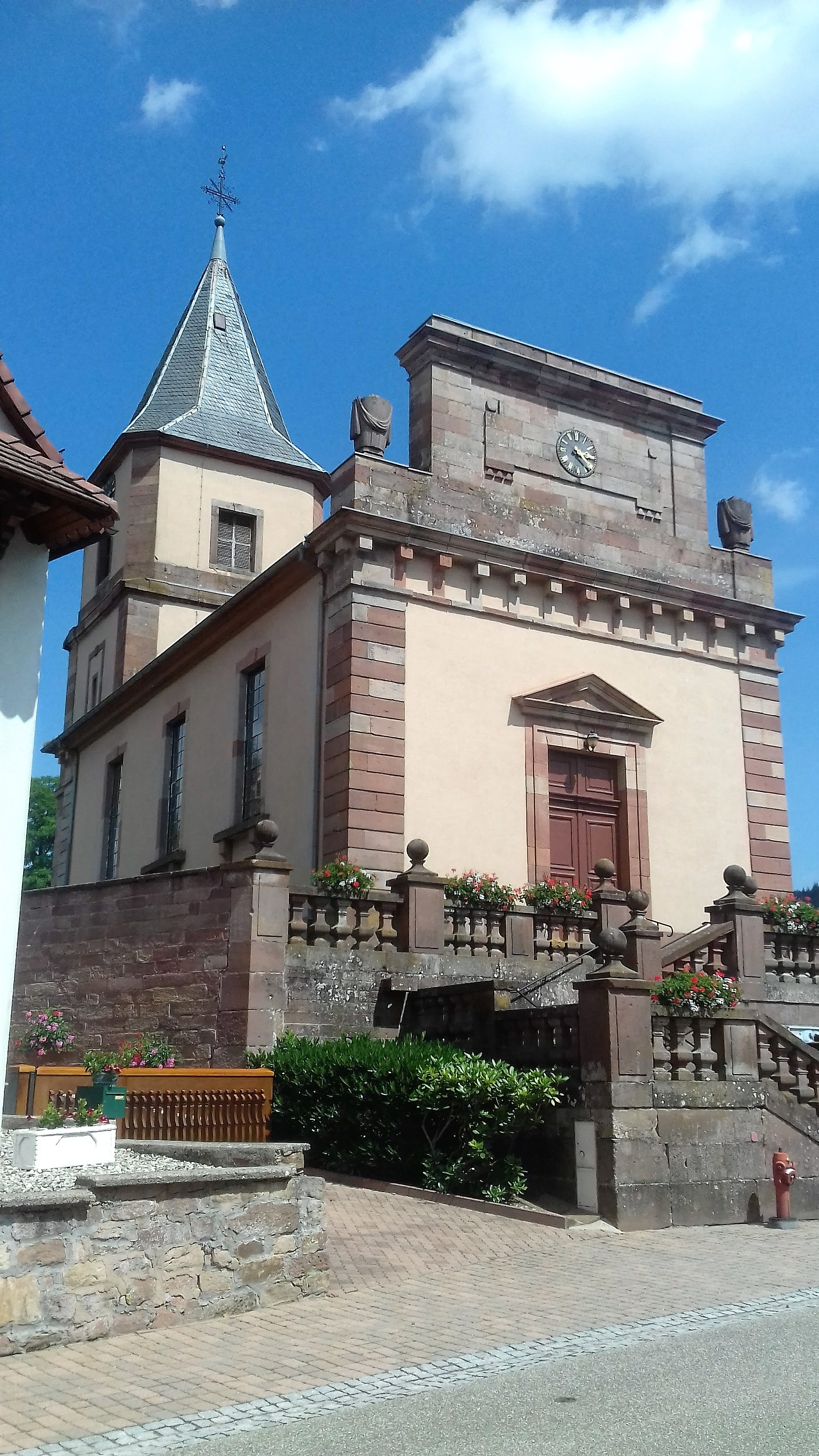
Le temple protestant.
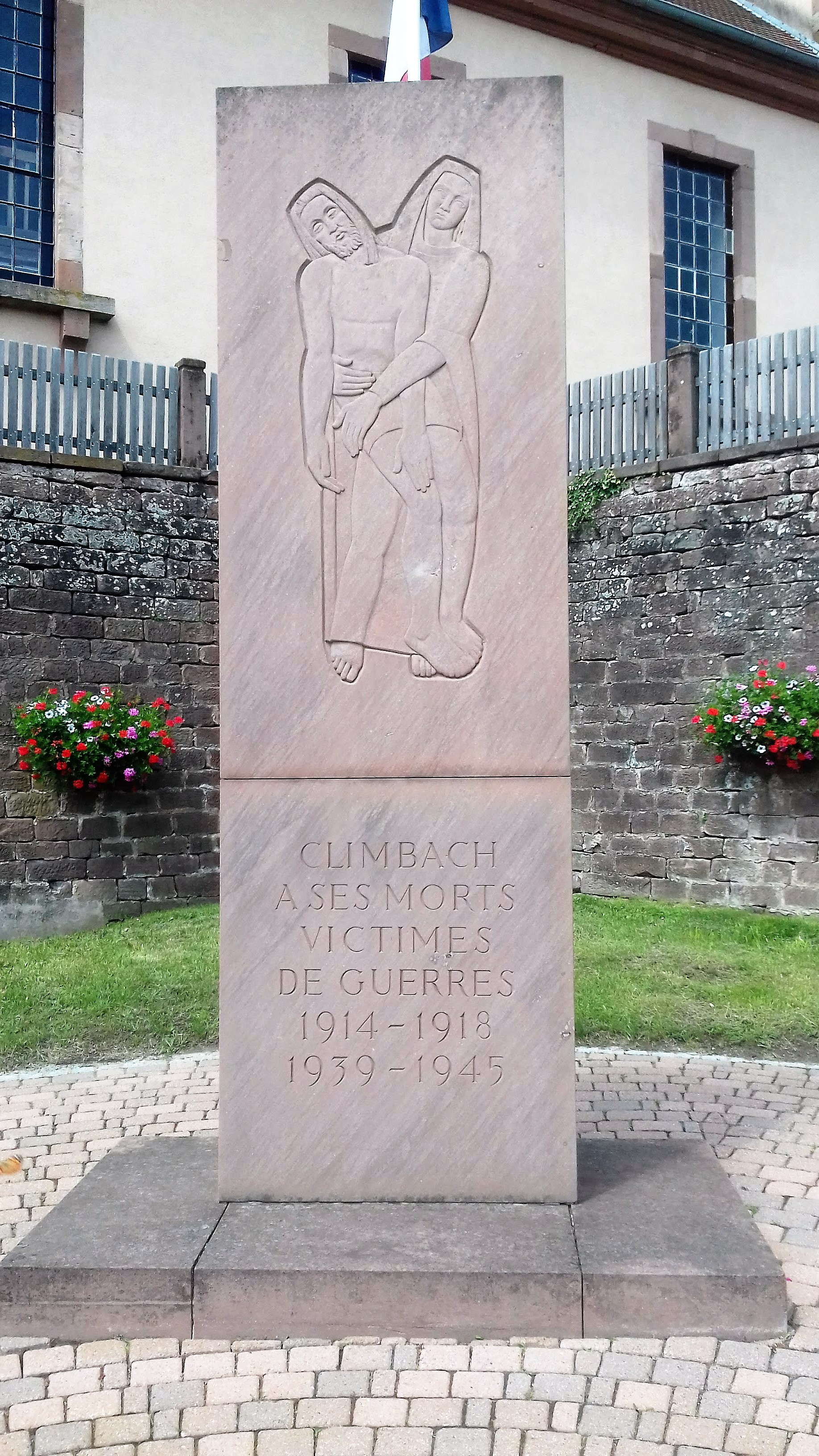
Monument aux morts.
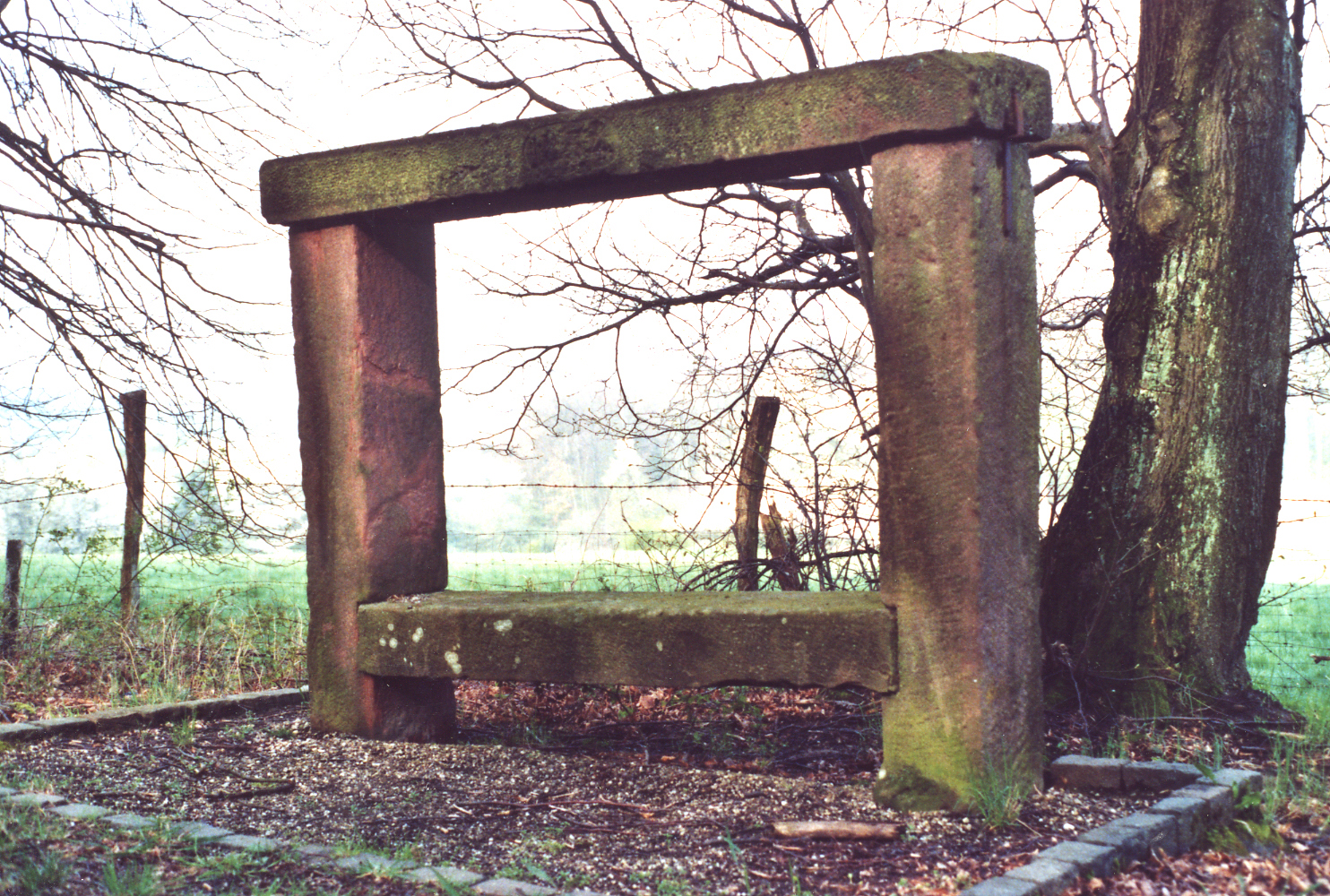
Banc-reposoir de 1854, situé au col des Pfaffenschlick.
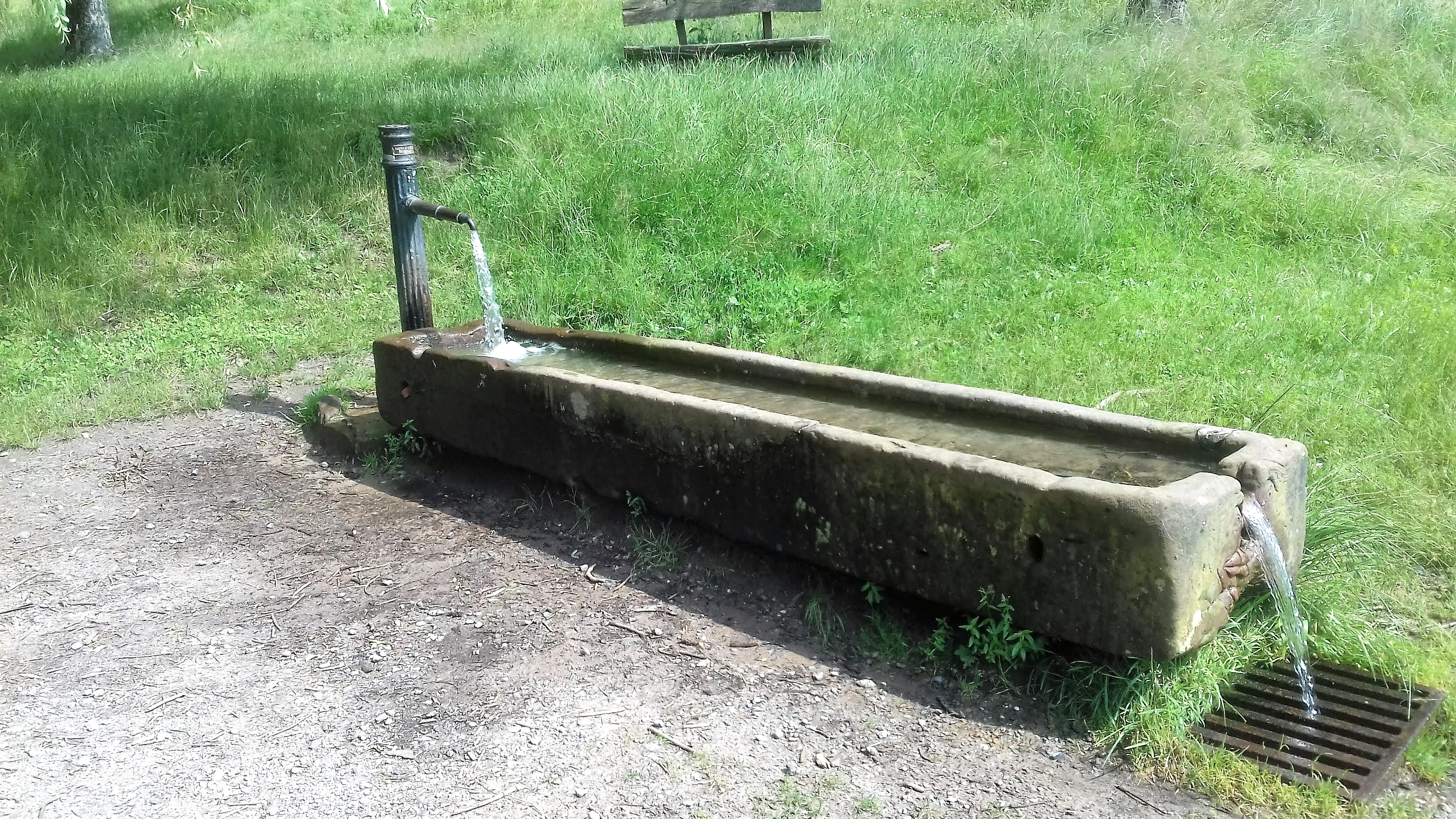
Fontaine-abreuvoir de la source Climbronn.
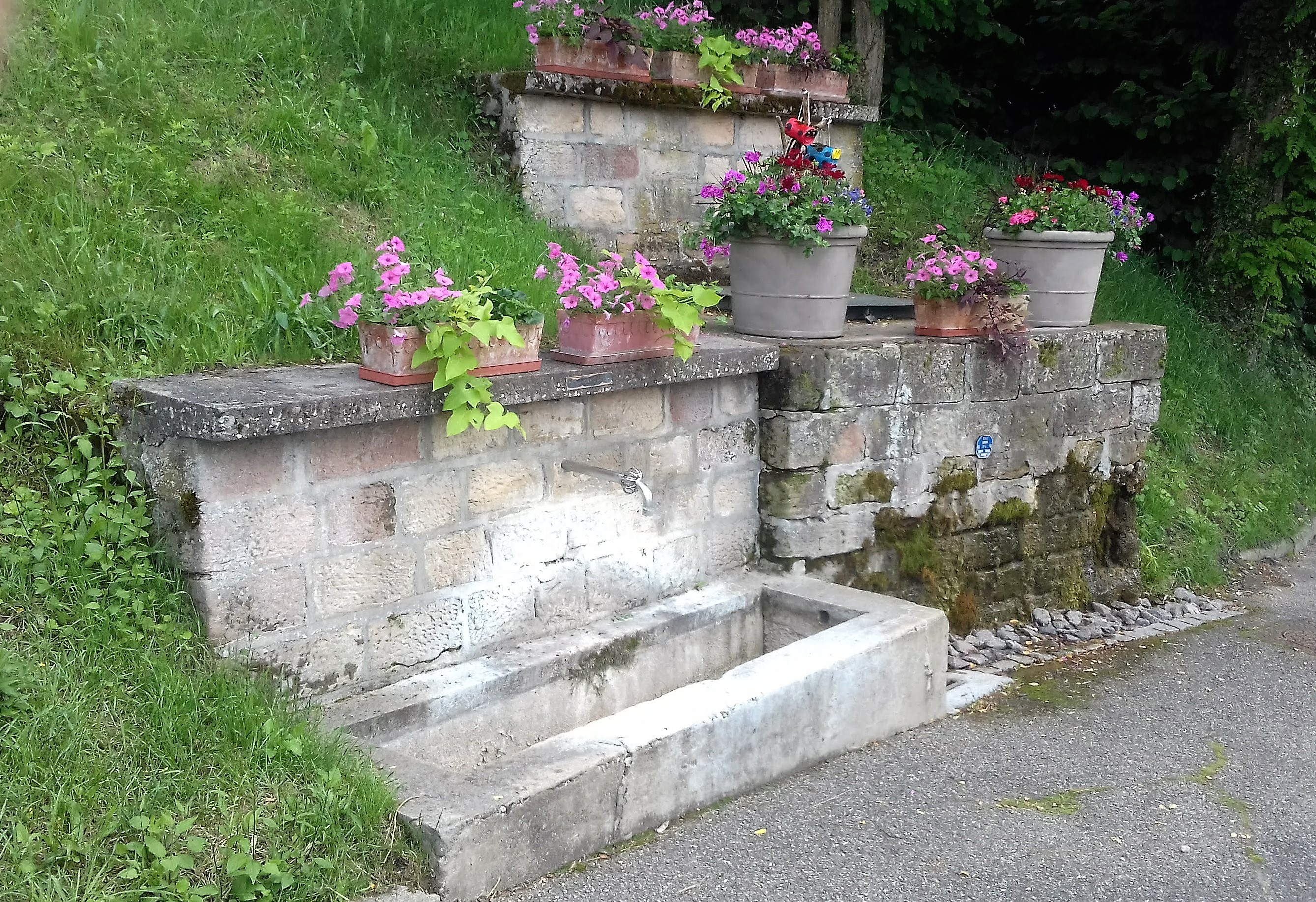
Fontaine de la rue du porche de la chapelle.
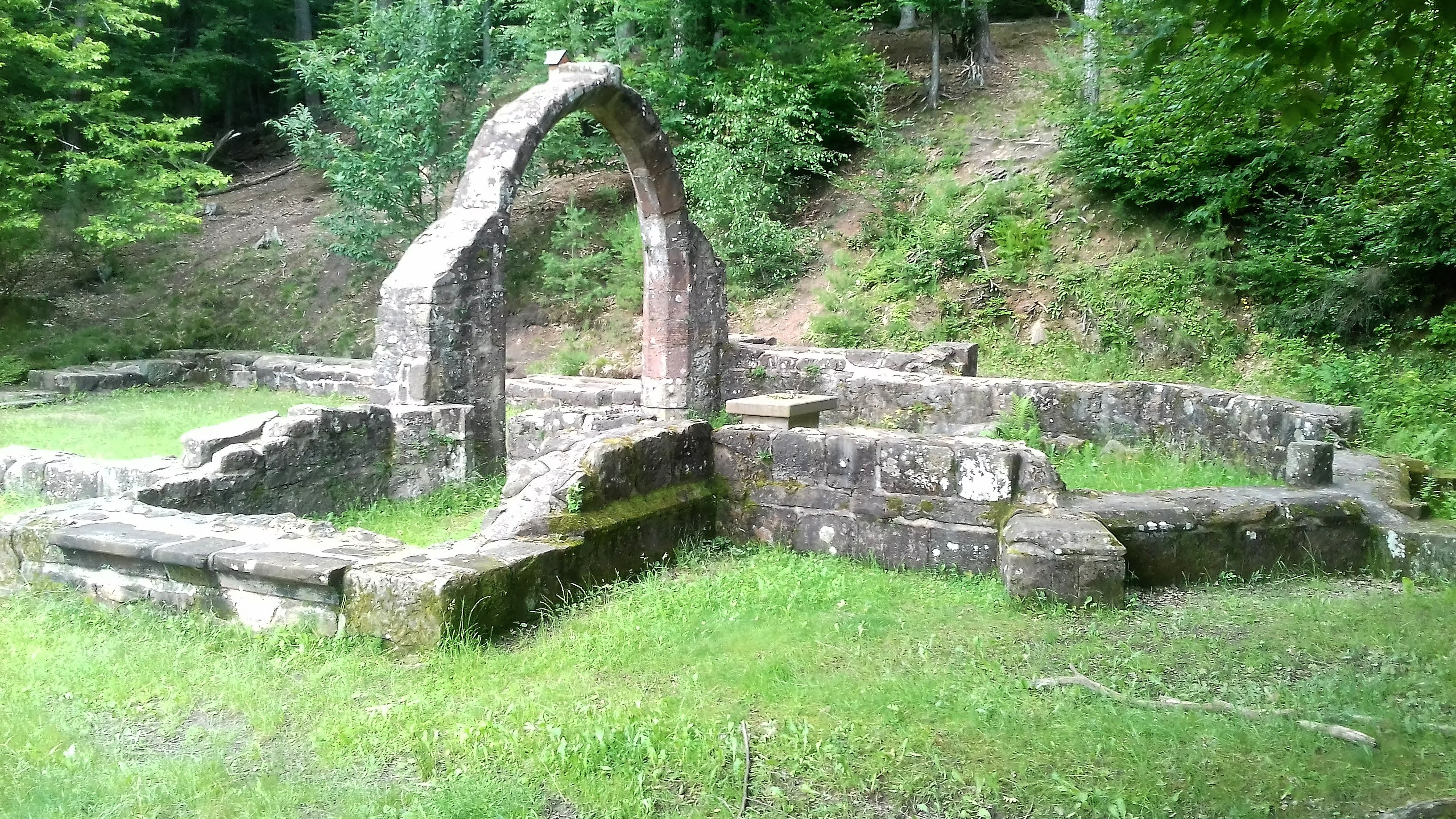
Ruines de l'hermitage Kapellenbogen[47].
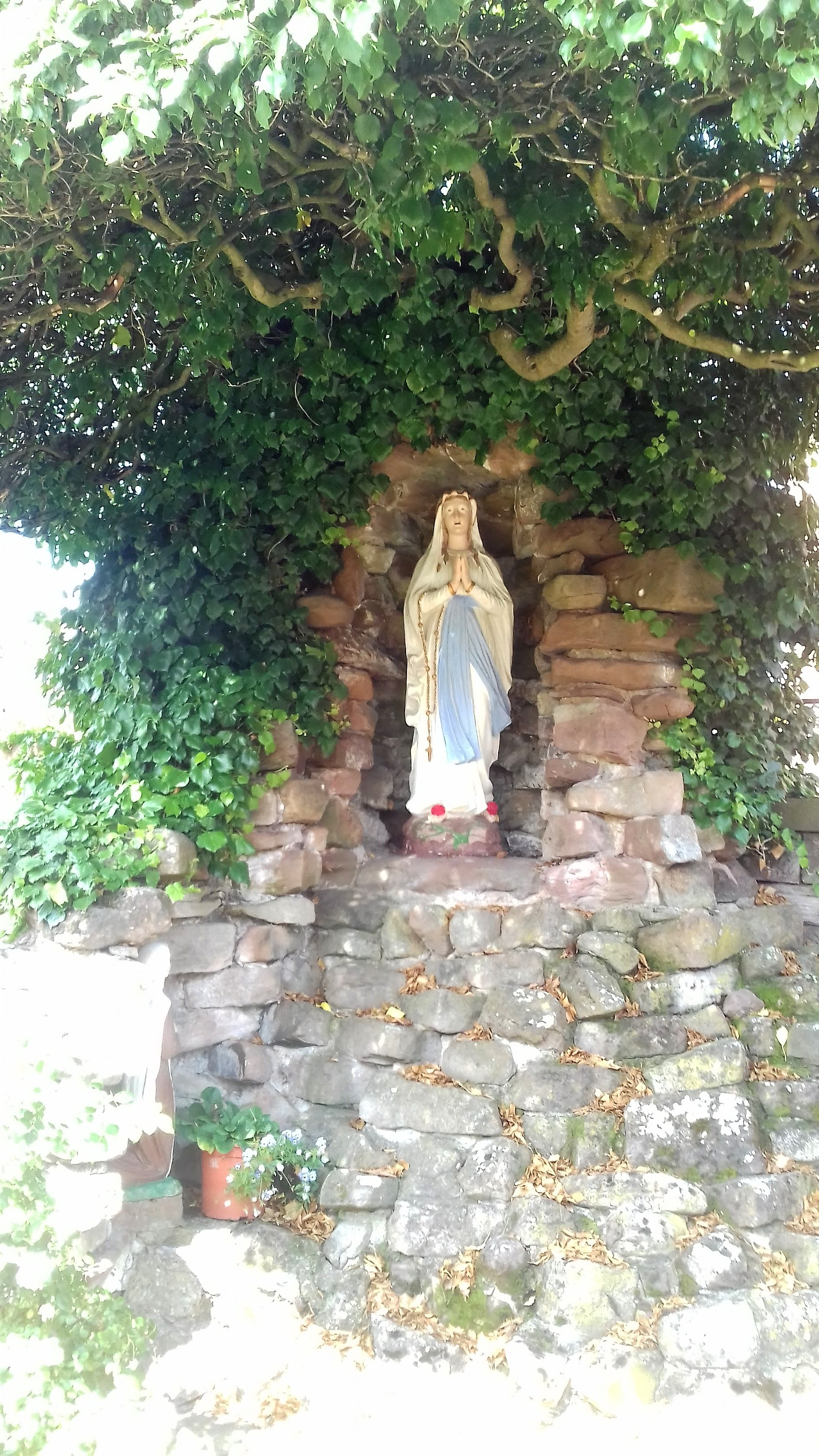
Grotte de Lourdes.

- Église paroissiale Saint-Philippe-et-Saint-Jacques, temple[48],[49].

- Grotte de Lourdes[70],[71].
- La Chapelle dédiée à la Vierge et de Saint Fridolin[72],[73],[74].

Les ruines de la chapelle : La chapelle Kappelbronn et sa source Climbronn. 
Les ruines de la chapelle dominent le village. L'histoire de cette chapelle dit que ce sanctuaire chrétien aurait été construit sur un sanctuaire païen et qu'une première chapelle en bois aurait été édifiée par un ermite, Richard, à la fin du XIIe ou au début du XIIIe siècle. La réputation de sa source, dite Climbronn, pour ses propriétés curatives, fit qu'au Moyen Âge le site devint un lieu de pèlerinage. Seule la petite source qui coule au pied des vestiges du sanctuaire est restée célèbre, d'où le surnom du site : Kappelbronn, la fontaine de la chapelle.
Une deuxième chapelle, en grès rose, fut construite sur le site, un siècle plus tard, par les moines cisterciens de Pfaffenbronn. La reconstruction fut entreprise au XIVe siècle et ce sont les vestiges de cette époque qui subsistent encore aujourd'hui. Selon une autre version, ce seraient les habitants de Climbach eux-mêmes, qui, vivant sous la protection des seigneurs du Fleckenstein, auraient édifié cette chapelle en l'honneur de saint Fridolin et de la Sainte Vierge. Comme par miracle, l'arc triomphal enjambe toujours l'espace et marque le lieu.
En revanche, toutes les théories s'accordent à reconnaître qu'elle fut probablement détruite au cours de la guerre de Trente Ans par l'armée suédoise. Il semble également que c'est à cette époque que les survivants du village, qui se tenait sur les hauteurs, se sont réfugiés à Wingen et que leurs successeurs, protestants, les seigneurs du Fleckenstein étant devenus luthériens, s'établirent plus bas dans la vallée à l'emplacement du village actuel. Avec l'introduction de la Réforme dans la contrée, le pèlerinage tomba dans l'oubli et en ruine.
Les fouilles ont permis de déterminer que cette chapelle avait une nef de 11,80 m de long pour 8,20 m de large, accolée à un chœur de 7,70 m de long, à l'ouest duquel était accolé une sacristie. Seuls subsistent aujourd'hui l'arc ogival séparant l'ancienne nef du chœur et une partie des murs de la chapelle du XIVe siècle.
- Banc public, dit banc reposoir ou banc de l'impératrice[76].
- Fontaines de Climbach et Climbronn[77].
- Croix de chemin[78],[79],[80],[81],[82],[83],[84],[85].
- Ancienne mairie école[86],[87],[88].
- Monument aux morts[89],[90] : Conflits commémorés : Guerres 1914-1918[91] - 1939-1945.

### Personnalités liées à la commune
- Robert Wurtz (1941- ), arbitre français de football, habite dans la commune depuis sa retraite.
- Alfred Kastler (1902-1984), physicien français qui a reçu le prix Nobel de physique de 1966, était d'ascendance climbachoise par sa mère Anna née Frey.

### Héraldique
| Blason de Climbach | Blason  | D'argent au cœur de gueules, transpercé de deux flèches d'azur passées en sautoir, la pointe en bas. |
| Blason de Climbach | Détails | Le statut officiel du blason reste à déterminer.                                                     |